# Pseudononion
Pseudononion es un género de foraminífero bentónico de la subfamilia Nonioninae, de la familia Nonionidae, de la superfamilia Nonionoidea, del suborden Rotaliina y del orden Rotaliida. Su especie tipo es Pseudononion japonicum. Su rango cronoestratigráfico abarca desde el Daniense (Paleoceno inferior) hasta la Actualidad.

## Clasificación
Pseudononion incluye a las siguientes especies:
- Pseudononion cuevasensis
- Pseudononion digitatus
- Pseudononion granuloumbilicatum
- Pseudononion grateloupi
- Pseudononion hashimotoi
- Pseudononion kanbaraense
- Pseudononion kishimaense
- Pseudononion minutum
- Pseudononion oinomikadoi
- Pseudononion papillatum
- Pseudononion pizarrensis
- Pseudononion sloani
  - Pseudononion sloani nitida
- Pseudononion subcostatum
- Pseudononion trececum

Otras especies consideradas en Pseudononion son:
- Pseudononion atlanticum, aceptado como Nonionella atlantica
- Pseudononion clavatum, aceptado como Elphidium clavatum
- Pseudononion japonicum, aceptado como Nonionella japonica